# Boletín del Colegio de Médicos del Partido de Reus
El Boletín del Colegio de Médicos del Partido de Reus va ser una publicació mensual apareguda a Reus que va sortir el juliol de 1902 i va continuar sense interrupció fins al desembre de 1914. Aquest any es va suspendre el Col·legi de Metges de Reus per qüestions administratives i centralitzadores, ja que només podien tenir col·legis de metges les capitals de província. El Col·legi de Reus va passar a dir-se "Associació de Metges de Reus".

## Història
La revista, dirigida per "la Junta de Gobierno" del Col·legi de Metges, explica al seu primer número en un editorial titulat "Nuestro programa" i signat per "la redacción" els seus objectius: Necessitat d'un instrument de comunicació intra-col·legial i inter-col·legial. Explica que la publicació no havia pogut sortir abans per un problema administratiu i legislatiu sobre la col·legiació dels metges, que no es va resoldre fins al 1900. Posa com a objectiu principal la defensa de la classe mèdica i dels metges, en un moment de transició cap a la col·legiació obligatòria. I anuncia la creació a la revista de diverses seccions: la Professional, per defensar els interessos dels metges i informar-los de la política sanitària estatal. La Científica, amb l'objectiu d'actualitzar coneixements amb articles, presentació de casos clínics, selecció d'articles d'altres publicacions, etc. La secció oficial informava dels acords de la Junta de Govern i de les disposicions que afectaven a la classe mèdica. La secció bibliogràfica recollia obres i publicacions rebudes per la redacció. I una secció estadística demogràfico-sanitària, on donava les xifres de mortalitat ordenades per sexe, edat i causa de la ciutat de Reus durant aquell mes, i les xifres de natalitat i nupcialitat. Aquests propòsits es van complir durant els anys de publicació de la revista. Al desaparèixer el 1914 el Col·legi de Metges de Reus, va continuar amb el títol de Boletín de la Asociación de Médicos de Reus.

### Col·laboradors
En els primers 18 números no es fa cap referència al "comitè de redacció". Se sap que la direcció la portava el doctor Francesc Gras Fortuny, i n'era un dels principals redactors el doctor Antoni Aluja. Formaven part de la redacció els doctors Àngel Mercader, Robert Grau, Ricard Mata, Alexandre Frías i més endavant Claudi Tricaz, Eduard Borràs i Esteban Lahoz. La publicació estava oberta a tots els metges col·legiats com a col·laboradors. Les firmes més habituals són les de Lahoz que escriu sobre medicina interna, Emili Briansó sobre psiquiatria i estadístiques de l'Institut Pere Mata o Manicomi de Reus, Antoni Aluja parlava de temes d'higiene pública, els doctors Tort i Mata sobre ginecologia, Fortuny i Mercader sobre oftalmologia, Tricaz sobre electroteràpia i Frías sobre bacteriologia.

### Característiques tècniques
La redacció estava situada al carrer de la Presó núm. 1, però al segon número ja va canviar al raval de santa Anna, 35, seu de la Impremta Ferrando, on s'elaborava la revista. El format era de 23 cm. i el nombre de pàgines variable. Normalment tenia setze pàgines i dues cobertes amb publicitat. Amb el temps augmenta la publicitat, que sempre és de productes farmacèutics o de clíniques i consultoris mèdics de caràcter privat. Les portades eren d'un paper acartolinat, usualment de color marró o verd, i amb tipografia de gust modernista. Publicava en castellà, però de forma esporàdica es troben alguns articles en català. Hi ha molt poques il·lustracions, que es limiten a dibuixos indicatius de com han de realitzar-se determinades maniobres exploratòries, o, a partir de 1911, fotografies de casos clínics o de convencions mèdiques.

## Localització
- Una col·lecció completa a la Biblioteca Central Xavier Amorós de Reus.[2]